# 5ª Sezione Difesa
La 5ª Sezione Difesa del Corpo Aeronautico era un reparto di volo italiano costituito alla fine del 1917 e disciolto nel dicembre 1918.
La Sezione, fu operativa durante la prima guerra mondiale.

## Storia
Sul finire del 1917 è al comando del Tenente Luigi Giovanardi che dispone di altri 2 piloti all'Aeroporto di Padova.
L'8 gennaio 1918 bruciano i suoi 5 Nieuport 11 ed arrivano 3 Nieuport 27 ed il 12 gennaio passa al comando del Ten. Rino Corso Fougier.
Nel mese di marzo passa sotto il X Gruppo (poi 10º Gruppo) ed a maggio il comando passa al Ten. Antonio Fochessati che dispone di altri 7 piloti, 5 Ni-27, 4 Hanriot HD.1 ed alcuni Ni.XI.
A luglio dispone anche di 3 Nieuport 17 oltre a 3 HD.1 110 cv e 7 HD.1 120 cv.
La Sezione era designata per la protezione di Padova dove era di stanza il Comando supremo militare italiano e come scuola di perfezionamento per la caccia.
A settembre la sezione dispone di 12 piloti, 24 Hanriot, 4 SPAD S.VII 140 hp, dei Ni-17 e Ni-27 e viene sciolta il 21 dicembre 1918.